# Echo TV
Echo TV (/ˈɛko ˈteːveː/) est une chaîne de télévision généraliste commerciale privée hongroise fondée en 2005. Il s'agit d'une chaîne spécialisée dans l'information, en concurrence directe avec Hír TV. Sa ligne éditoriale est explicitement propagandiste et provocante. En Hongrie, les gens considèrent cette chaine comme le "Meszaros TV". La chaîne a été fermée le 1 avril 2019,.

## Histoire de la chaîne

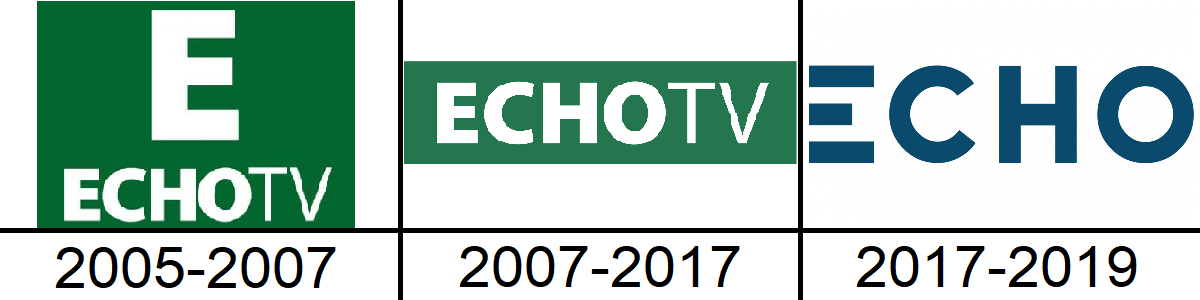
logo